# André Rouvière
Pour les articles homonymes, voir Rouvière.
André Rouvière est un homme politique français, né le 29 avril 1936 à Bessèges où il est mort le 2 novembre 2015.
Membre du Parti socialiste (PS), il est sénateur du Gard de 1980 à 2008.

## Biographie

### Famille et études
Fils d'un mineur, il est licencié en philosophie.
Marié à Solange, il a un fils et une fille.

### Carrière professionnelle
Il est professeur au collège de Bessèges[Quand ?],, avant d'en devenir le principal.

### Engagement politique
Candidat aux élections législatives de 1973 dans la 3e circonscription du Gard avec comme suppléant Jacques Villard, conseiller municipal de Pont-Saint-Esprit, il est battu par Roger Roucaute.
Il est élu sénateur du Gard le 28 septembre 1980, réélu le 24 septembre 1989 et le 27 septembre 1998. Vivement intéressé par l'international et membre de la commission des Affaires étrangères du Sénat, André Rouvière a participé à de très nombreuses missions à l'étranger et est devenu, au fil de ses mandats, un des promoteurs les plus actifs de la diplomatie parlementaire. Il s'est également investi dans les relations interparlementaires avec plusieurs pays, notamment avec Chypre en tant que Président du groupe sénatorial d'amitié France-Chypre. C'est dans ce cadre qu'il a fortement œuvré durant son mandat à l'animation de la Chambre de commerce franco-chypriote.
En 1981, il crée le centre d'études et de vulgarisation des énergies nouvelles (CEVEN).
Son suppléant, lors de son ultime mandat, est Alain Prat, maire de Foissac (1983-2014).
Candidat aux élections législatives de 1988 dans la quatrième circonscription du Gard, il est battu par le communiste Gilbert Millet.

### Retraite et mort
Il meurt le 2 novembre 2015, à l'âge de 79 ans.

## Autre mandat
- Vice-Président du groupe français de l'Union interparlementaire

## Anciens mandats
- Secrétaire du Sénat
- Membre de la Délégation parlementaire pour l'Union européenne
- Conseiller général du canton de Bessèges
- Maire de Bessèges

## Décoration
Il est nommé chevalier de la Légion d'honneur le 14 juillet 2011.